# Penny Pritzker
Penny Pritzker (Chicago, Illinois; 2 de mayo de 1959) es una empresaria estadounidense, quien ejerció como secretaria de Comercio de los Estados Unidos desde el 26 de junio de 2013 hasta el 20 de enero de 2017.  Accedió a los Miembros de la Universidad de Harvard en 2018, a los pocos meses de donarle $100 millones.
Miembro de la familia Pritzker, de origen judío y una de las familias más ricas de los Estados Unidos,  fue fundadora de PSP Capital Partners y Pritzker Realty Group.  Ha sido además miembro de los directorios de Hyatt Hotels Corporation, Wm. Wrigley Jr. Company, Marmon Group y LaSalle Bank Corporation. Además, fue presidenta ejecutiva de TransUnion, empresa de información de servicios financieros internacionales. 
Según la revista Forbes, posee un patrimonio de 2.4 billones de dólares, siendo una de las mujeres más ricas del país.
Posee una licenciatura en Economía por la Universidad Harvard, además de una maestría en Administración de Negocios y un grado en Derecho por la Universidad Stanford. 
Es hermana de J. B. Pritzker.